# Twiste (Adelsgeschlecht)

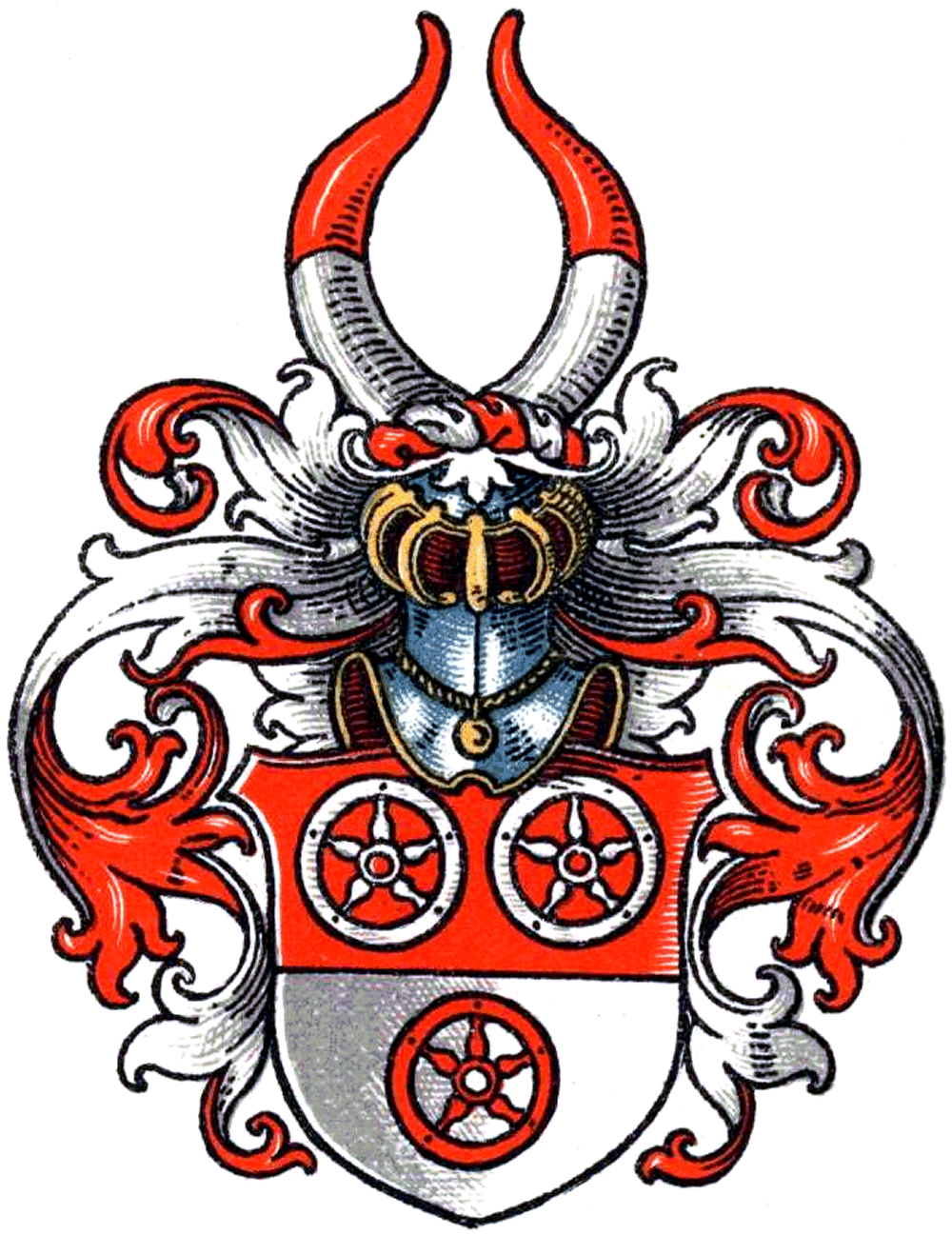
Wappen derer von Twiste

Die Herren von Twiste waren ein altes, hessisches und westfälisches Adelsgeschlecht.

## Geschichte
Die Herren von Twiste stammten aus Twiste in Twistetal. Ihr Stammsitz war Burg Twiste bei Bad Arolsen im nordhessischen Landkreis Waldeck-Frankenberg, deren Vorläufer schon um 1140 genannt wird. Die Herren von Twiste, die 1355 erstmals erwähnt werden, besaßen bereits 1364 das Schloss Kogelnberg. 1662 saß das Geschlecht noch zu Pickelsheim im Paderbornschen.
Seit 1518 waren sie pfandweise im Besitz der waldeckischen Stadt Fürstenberg.
Friedrich von Twiste war 1541 Mitglied der Mindenschen Ritterschaft. Philipp von Twiste war 1579 Herr auf Klein-Getter im Kirchspiel Amelsbüren bei Münster. Das Geschlecht erlosch im Mannesstamm mit Leopold von Twiste am 15. Dezember 1715.

## Wappen
Das von Rot über Silber geteilte Wappen zeigt drei (2:1) fünfspeichige Räder in verwechselten Farben. Auf dem Helm mit rot-silbernem Wulst und Helmdecken zwei rot-silbern geteilte Büffelhörner. 

## Persönlichkeiten
- Friedrich von Twiste (um 1480–vor 1547)

## Einzelnachweis
1. ↑  https://www.lagis-hessen.de/de/subjects/gsrec/current/1/sn/ol?q=f%C3%BCrstenberg